# Brigitte Berendonk
Brigitte Berendonk (Dankmarshausen, 2 mei 1942) is een atleet uit Duitsland.
Berendonk werd in Oost-Duitsland geboren, maar haar familie vluchtte in 1958 naar West-Duitsland. Ze kwam voor West-Duitsland uit op de Olympische Zomerspelen.
Op de Olympische Zomerspelen van Mexico in 1968 nam Berendonk deel aan het onderdeel discuswerpen. Ze eindigde als achtste.
Op de Olympische Zomerspelen van München in 1972 werd ze elfde.
In 1991 bracht Berendonk samen met haar man Werner Franke een boek uit, Doping. Von der Forschung zum Betrug, waarin ze de staatsgestuurde dopingpraktijken van Oost-Duitsland aan de kaak stelt. Dit boek leidde in 1998 tot een nieuwe Duitse doping-wet, en meerdere oud-coaches en doctoren werden berecht.
- Gemeinsame Normdatei: 1018822399
- World Athletics: 14372799
- International Standard Name Identifier: 0000 0000 2838 7105
- Library of Congress Control Number: n92027678
- Système universitaire de documentation: 178204927
- Virtual International Authority File: 20328508
- WorldCat: E39PBJqKb7xJ6r6TfjRvm48KVC